# 1000 PS
1000 PS (Originaltitel: Man Power) ist eine US-amerikanische Stummfilmkomödie aus dem Jahr 1927 von Clarence G. Badger mit Richard Dix und Mary Brian in den Hauptrollen. Das Drehbuch basiert auf der Kurzgeschichte Man Power von Byron Morgan.

## Handlung
Der ehemalige Offizier des Panzerkorps Tom Roberts ist zu einem Herumtreiber geworden. Er findet jedoch Arbeit bei der Stoddard Machinery Co., nachdem er Alice Stoddard an einem Bahnübergang gerettet hat. Zudem trifft er auf Ptomaine, der früher Koch in Toms Regiment war. Während er Alice den Hof macht, entdeckt Tom, dass die von der Firma hergestellten Traktoren aufgrund der Intrigen des Managers Randall Lewis nicht richtig funktionieren und Stoddard damit mit dem Bankrott bedroht. Toms Kenntnisse über Panzer ermöglichen es ihm, den Traktor zu perfektionieren. Während einer Flut, die den Damm des Dorfes bedroht, benutzen er und Ptomaine den Traktor, um die Stadt vor einer Katastrophe zu retten. Tom gewinnt das Herz von Alice.

## Hintergrund
Der Film ist eine Neuverfilmung von What's Your Hurry?, den Sam Wood 1920 für die Famous Players-Lasky Corporation drehte.

## Veröffentlichung
Die Premiere des Films fand am 9. Juli 1927 statt. 1928 kam er im Deutschen Reich und in Österreich, hier unter dem Titel Die Katastrophe von Forstville in die Kinos.
Da keine Kopien der sechs Filmrollen existieren,  gilt der Film als verschollen.

## Auszeichnungen
Der Film wurde 1927 mit dem Photoplay Award als bester Film des Monats August ausgezeichnet.